# Liryka pieśni głębokiej

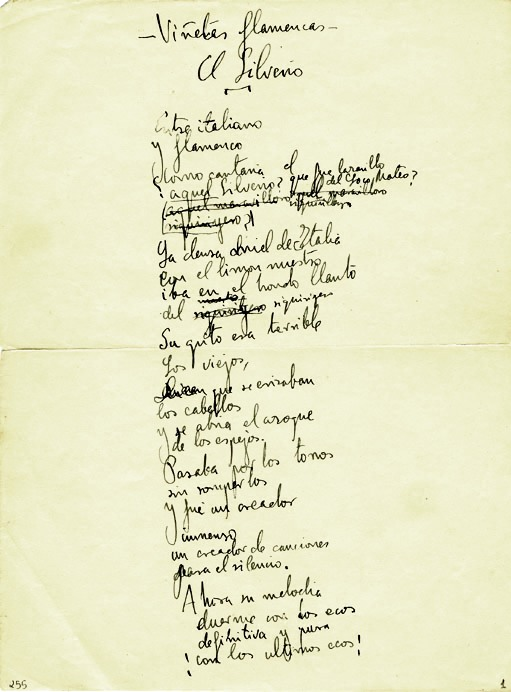

Liryka pieśni głębokiej (hiszp. Poema del cante jondo) - zbiór wierszy hiszpańskiego poety Federica Garcíi Lorki, którego wiersze zostały napisane w latach 1921 - 1922 a wydane dopiero w roku 1931. Wiersze zbioru poświęcone są muzyce flamenco i opisują poszczególne jej style (tzw. palos).
Liczne zapowiedzi tych wierszy można znaleźć w listach poety do przyjaciół. Pierwsze wiersze zbioru powstały w związku z pierwszą edycją konkursu pieśni głębokiej (hiszp. cante jondo) zorganizowanym w czerwcu 1922 przez Centrum Artystyczne w Grenadzie. Inicjatorami konkursu byli m.in. Federico García Lorca (poeta był znanym miłośnikiem tej muzyki) i Manuel de Falla. Odczytem kilku z tych wierszy na jednej z imprez, zamykających przygotowania do konkursu, Lorca sprawił tak wielkie wrażenie na obecnych, że z miejsca zaczęto go uważać za wielkiego poetę.
Poeta nie próbuje w nich naśladować śpiewaków, lecz stara się uchwycić smutek i melancholię muzyki cante jondo, dotrzeć do pierwotnych źródeł tego smutku i podążać jego śladem od pierwszej do ostatniej nuty pieśni.
W latach późniejszych część z tych wierszy była śpiewana z akompaniamentem pianina przy współudziale tancerki argentyńskiej zwanej La Argentinita (prawdziwe nazwisko: Encarnación López Julvez). Zachowały się w archiwalnych nagraniach pochodzących z początku lat 30. XX wieku.